# Partecipanti alla Vuelta a Murcia 2025
Elenco dei partecipanti alla Vuelta a Murcia 2025.
La Vuelta a Murcia 2025 è stata la quarantacinquesima edizione della corsa. Alla competizione presero parte 18 squadre: 5 con licenza UCI World Tour 2025, 9 UCI ProTeam, 3 UCI Continental Team e una selezione nazionale U23.
Accreditati alla partenza 124 ciclisti.

## Corridori per squadra
Nota: R ritirato, NP non partito, FT fuori tempo, SQ squalificato
| Decathlon AG2R La Mondiale | Decathlon AG2R La Mondiale | Decathlon AG2R La Mondiale | Movistar Team          | Movistar Team          | Movistar Team          | UAE Team Emirates XRG         | UAE Team Emirates XRG         | UAE Team Emirates XRG         |
| -------------------------- | -------------------------- | -------------------------- | ---------------------- | ---------------------- | ---------------------- | ----------------------------- | ----------------------------- | ----------------------------- |
| N°                         | Ciclista                   | Clas.                      | N°                     | Ciclista               | Clas.                  | N°                            | Ciclista                      | Clas.                         |
| 1                          | Aurélien Paret-Peintre     | 2°                         | 11                     | Nairo Quintana         | 6°                     | 21                            | Marc Soler                    | R                             |
| 2                          | Clément Berthet            | 14°                        | 12                     | Gregor Mühlberger      | 65°                    | 22                            | Tim Wellens                   | 8°                            |
| 3                          | Jordan Labrosse            | 10°                        | 13                     | Carlos Canal           | 11°                    | 23                            | Isaac Del Toro                | 7°                            |
| 4                          | Noa Isidore                | 85°                        | 14                     | Gonzalo Serrano        | 50°                    | 24                            | Brandon McNulty               | 45°                           |
| 5                          | Callum Scotson             | 51°                        | 15                     | Lorenzo Milesi         | 59°                    | 25                            | Igor Arrieta                  | 15°                           |
| 6                          | Johannes Staune-Mittet     | 24°                        | 16                     | Jon Barrenetxea        | 56°                    | 26                            | Adria Pericas                 | 9°                            |
|                            |                            |                            | 17                     | Mathias Norsgaard      | R                      | 27                            | Matt Schwarzbacher            | R                             |
| XDS Astana Team            | XDS Astana Team            | XDS Astana Team            | Intermarché-Wanty      | Intermarché-Wanty      | Intermarché-Wanty      | VF Group-Bardiani CSF-Faizanè | VF Group-Bardiani CSF-Faizanè | VF Group-Bardiani CSF-Faizanè |
| N°                         | Ciclista                   | Clas.                      | N°                     | Ciclista               | Clas.                  | N°                            | Ciclista                      | Clas.                         |
| 31                         | C. Champoussin             | 4°                         | 41                     | Louis Barré            | 17°                    | 51                            | Luca Covili                   | 28°                           |
| 32                         | Lorenzo Fortunato          | 5°                         | 42                     | Kamiel Bonneu          | 80°                    | 52                            | Martin Marcellusi             | 27°                           |
| 33                         | Michele Gazzoli            | 79°                        | 43                     | Alexy Faure Prost      | 62°                    | 53                            | Luca Colnaghi                 | R                             |
| 34                         | Fausto Masnada             | 23°                        | 44                     | Simone Gualdi          | 25°                    | 54                            | Luca Paletti                  | 47°                           |
| 35                         | Christian Scaroni          | 3°                         | 45                     | Maxence Place          | 72°                    | 55                            | Mattia Stenico                | 73°                           |
| 36                         | Darren van Bekkum          | 58°                        | 46                     | Victor Hannes          | R                      | 56                            | Filippo Turconi               | 55°                           |
| 37                         | Simone Velasco             | 29°                        | 47                     | Luca Van Boven         | 60°                    | 57                            | Alessio Martinelli            | R                             |
| Q36.5 Pro Cycling Team     | Q36.5 Pro Cycling Team     | Q36.5 Pro Cycling Team     | Tudor Pro Cycling Team | Tudor Pro Cycling Team | Tudor Pro Cycling Team | Caja Rural-Seguros RGA        | Caja Rural-Seguros RGA        | Caja Rural-Seguros RGA        |
| N°                         | Ciclista                   | Clas.                      | N°                     | Ciclista               | Clas.                  | N°                            | Ciclista                      | Clas.                         |
| 61                         | Walter Calzoni             | R                          | 71                     | Alberto Dainese        | R                      | 81                            | Fernando Barceló              | 26°                           |
| 62                         | Fabio Christen             | 1°                         | 72                     | Petr Kelemen           | 66°                    | 82                            | Francisco Peñuela             | 33°                           |
| 63                         | Mark Donovan               | R                          | 73                     | Fabian Lienhard        | 34°                    | 83                            | Eduard Prades                 | R                             |
| 64                         | David Gonzalez             | 54°                        | 74                     | Miká Heming            | R                      | 84                            | Joel Nicolau                  | 38°                           |
| 65                         | Milan Vader                | 18°                        | 75                     | Aivaras Mikutis        | 68°                    | 85                            | Samuel García                 | 53°                           |
| 66                         | Sjoerd Bax                 | 57°                        | 76                     | Roland Thalmann        | 67°                    | 86                            | Alex Molenaar                 | 42°                           |
| 67                         | Nicolò Parisini            | R                          | 77                     | Marco Haller           | R                      | 87                            | Julen Arriola-Bengoa          | 64°                           |
| Burgos-Burpellet-BH        | Burgos-Burpellet-BH        | Burgos-Burpellet-BH        | Equipo Kern Pharma     | Equipo Kern Pharma     | Equipo Kern Pharma     | Team Flanders-Baloise         | Team Flanders-Baloise         | Team Flanders-Baloise         |
| N°                         | Ciclista                   | Clas.                      | N°                     | Ciclista               | Clas.                  | N°                            | Ciclista                      | Clas.                         |
| 91                         | José Luis Faura            | 35°                        | 101                    | Pablo Carrascosa       | 46°                    | 111                           | Siebe Deweirdt                | 77°                           |
| 92                         | Eric Fagúndez              | 44°                        | 102                    | Ibon Ruiz              | 81°                    | 112                           | Aaron Van Poucke              | 88°                           |
| 93                         | Clément Alleno             | 12°                        | 103                    | José Félix Parra       | 22°                    | 113                           | Yentl Vandevelde              | 89°                           |
| 94                         | Daniel Cavia               | R                          | 104                    | Ibai Azanza            | R                      | 114                           | Ward Vanhoof                  | 69°                           |
| 95                         | Hugo de la Calle           | R                          | 105                    | Iván Sosa              | R                      | 115                           | Victor Vercouillie            | 75°                           |
| 96                         | José Manuel Díaz           | 13°                        | 106                    | Mats Wenzel            | 63°                    | 116                           | Toon Clynhens                 | 30°                           |
| 97                         | Ángel Fuentes              | R                          | 107                    | Mikel Retegi           | 39°                    | 117                           | Brem Deman                    | 90°                           |
| TotalEnergies              | TotalEnergies              | TotalEnergies              | Euskaltel-Euskadi      | Euskaltel-Euskadi      | Euskaltel-Euskadi      | Illes Balears Arabay Cycling  | Illes Balears Arabay Cycling  | Illes Balears Arabay Cycling  |
| N°                         | Ciclista                   | Clas.                      | N°                     | Ciclista               | Clas.                  | N°                            | Ciclista                      | Clas.                         |
| 121                        | Alexys Brunel              | R                          | 141                    | Xabier Berasategi      | R                      | 151                           | José María García             | 48°                           |
| 122                        | Florian Dauphin            | R                          | 142                    | Iker Bonillo           | R                      | 152                           | Edgar Curto                   | R                             |
| 123                        | Joris Delbove              | 32°                        | 143                    | Danny van der Tuuk     | 41°                    | 153                           | Sergio Trueba                 | R                             |
| 124                        | Fabien Doubey              | 37°                        | 144                    | Unai Zubeldia          | 84°                    | 154                           | Unai Esparza                  | 61°                           |
| 125                        | Thomas Gachignard          | 49°                        | 145                    | Iker Mintegi           | R                      | 155                           | Joan Albert Riera             | R                             |
| 126                        | Jordan Jegat               | 16°                        | 146                    | Gotzon Martín          | 31°                    | 156                           | Joan Gamundi                  | R                             |
| 127                        | Nicola Marcerou            | R                          | 147                    | Louis Sutton           | 71°                    | 157                           | Ricard Fito                   | R                             |
| Petrolike                  | Petrolike                  | Petrolike                  | Project Echelon Racing | Project Echelon Racing | Project Echelon Racing | Selezione spagnola U23        | Selezione spagnola U23        | Selezione spagnola U23        |
| N°                         | Ciclista                   | Clas.                      | N°                     | Ciclista               | Clas.                  | N°                            | Ciclista                      | Clas.                         |
| 161                        | Jonathan Caicedo           | 20°                        | 171                    | Cade Bickmore          | 86°                    | 181                           | Álvaro García                 | 78°                           |
| 162                        | Filippo D'Aiuto            | 83°                        | 172                    | Caleb Classen          | R                      | 182                           | César Pérez                   | 70°                           |
| 163                        | Jose Juan Prieto           | R                          | 173                    | Ethan Craine           | R                      | 183                           | Antonio Gonzalez              | 40°                           |
| 164                        | Carlos Alfonso García      | 87°                        | 174                    | Kieran Haug            | 36°                    | 184                           | Iker Soriano                  | 52°                           |
| 165                        | Edgar Cadena               | 21°                        | 175                    | Sam Boardman           | 76°                    | 185                           | Pau Martí                     | 19°                           |
| 166                        | Lorenzo Peschi             | R                          | 176                    | Stephen Bassett        | 82°                    | 186                           | Juan Pedro Lozano             | 74°                           |
| 167                        | Alejandro Callejas         | 43°                        |                        |                        |                        | 187                           | Héctor Álvarez                | R                             |